# YaST

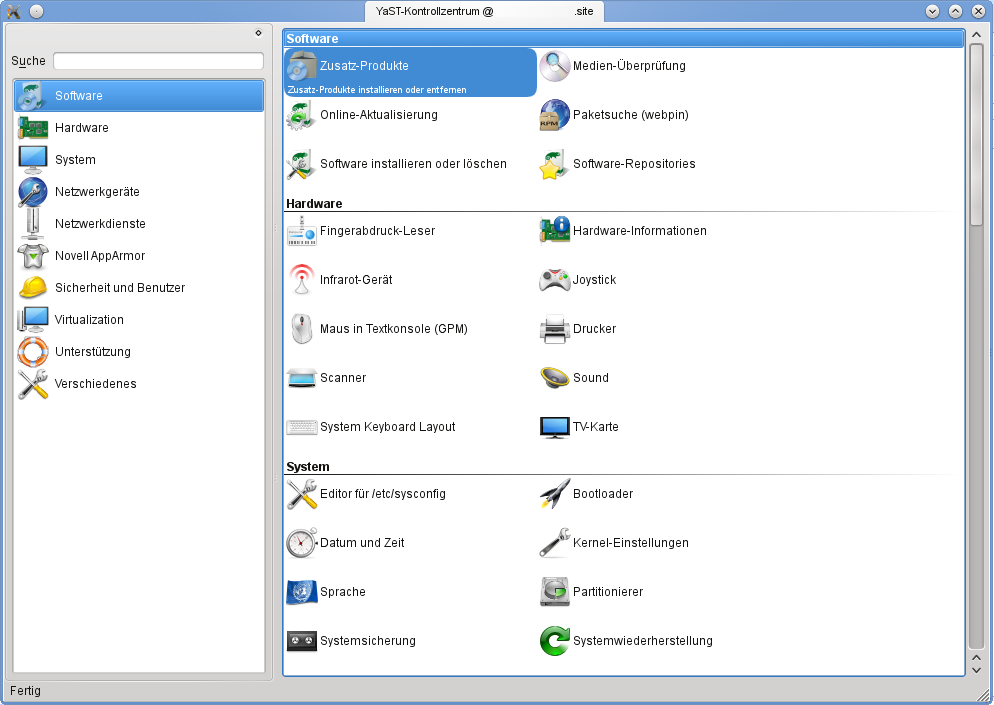

YaST (Yet another Setup Tool) je svobodný software pro konfiguraci operačního systému používaný v linuxových distribucích SUSE. Obsahuje řadu modulů pro správu a konfiguraci různých částí systému, jako je správa softwarových balíčků (založená na knihovně libzypp a RPM), konfigurace jednotlivých hardwarových komponent, souborových systémů, sítí, virtualizace atd.
Tento nástroj má jak grafické rozhraní (v Qt i GTK verzi), tak i rozhraní pro práci v textové konzoli (grafické rozhraní ncurses, ovládání z příkazové řádky). Podobný, ale nezávisle implementovaný konfigurační nástroj je WebYaST s webovým rozhraním.
AutoYast umožňuje automatickou instalaci a konfiguraci systému na základě konfiguračního souboru.
Od verze 2 je napsaný v programovacím jazyce Ruby.